# Спеціальний червоний AG
Спеціальний червоний AG (англ. Allura Red AC) — червоний барвник, азосполука, зареєстрований як харчовий додаток E129. Розчинний у воді.
В Україні барвник є в переліку дозволених харчових добавок